# Bechterdissen

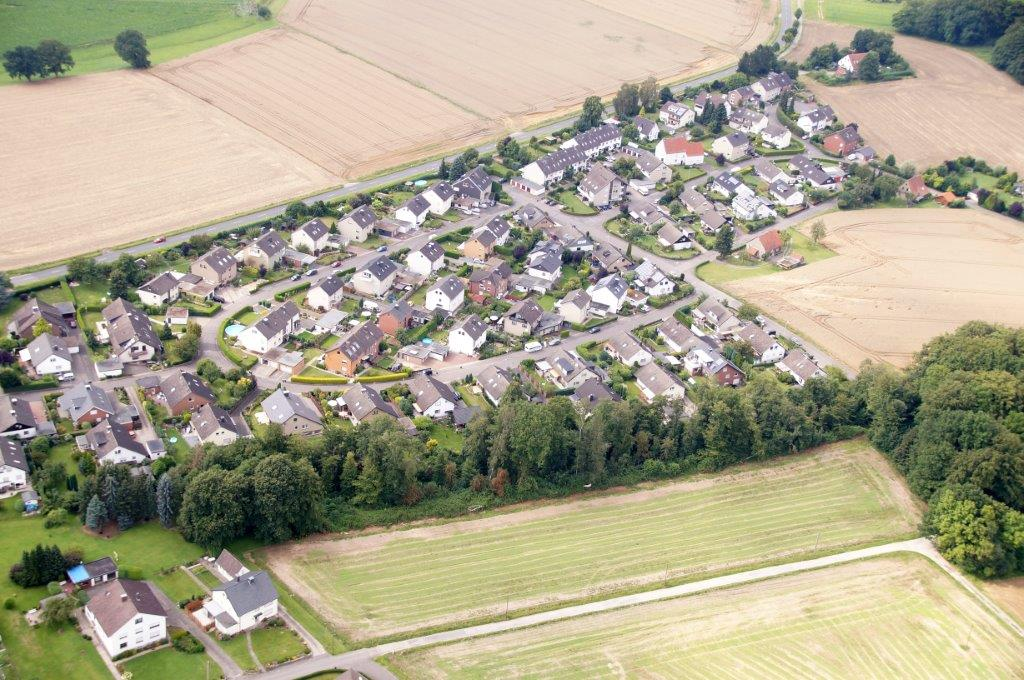
Luftbild von Bechterdissen

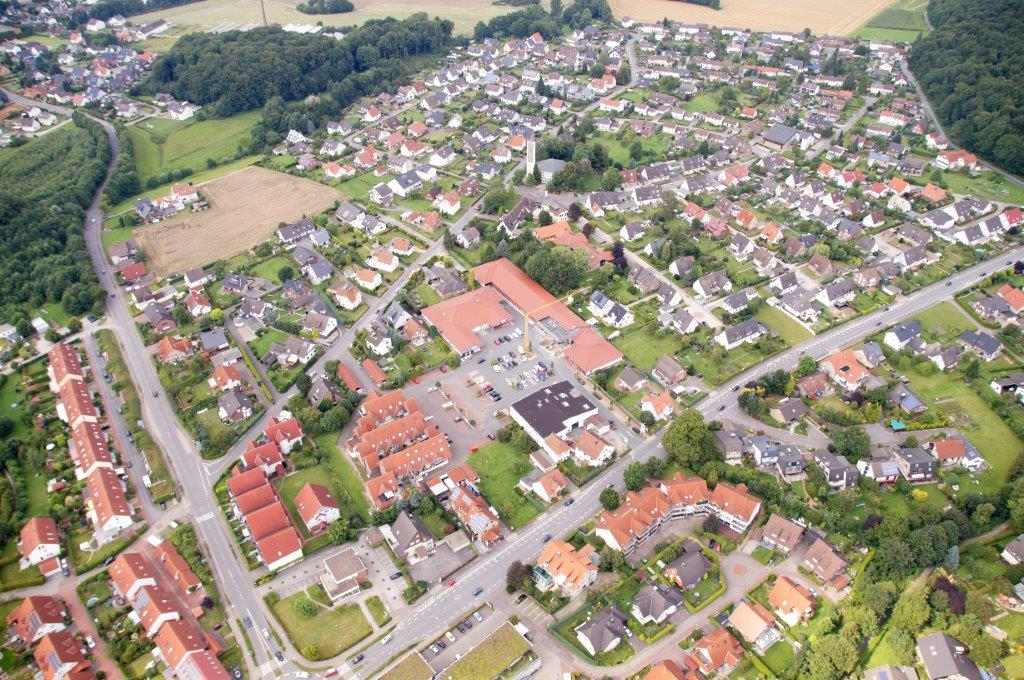
Luftbild von Bechterdissen

Bechterdissen war eine selbständige Gemeinde und ist nun der viertgrößte Ortsteil der lippischen Gemeinde Leopoldshöhe in Nordrhein-Westfalen.

## Geographie
Bechterdissen liegt nördlich des Teutoburger Waldes im Ravensberger Hügelland. Es grenzt im Westen an Bielefeld-Ubbedissen. Die nicht baulich erschlossenen Gebiete bestehen überwiegend aus landwirtschaftlich genutzter Fläche.
Gemeinsam mit den Ortsteilen Asemissen und Greste bildet Bechterdissen einen im Zusammenhang bebauten Siedlungsraum.

## Geschichte
Siedlungsreste im Gebiet des Ortsteils Bechterdissens, die auf die Cheruskerzeit datiert wurden, belegen eine etwa 2000-jährige Siedlungsgeschichte.
Auf dem heutigen Gebiet des Ortsteils wurde um das Jahr 500 das Gut Milse erwähnt. Freie Höfe mit der Ortsbezeichnung Bechterdissen wurden 1500 urkundlich erwähnt.

### 20. Jahrhundert
Bis weit ins 20. Jahrhundert hinein bestand Bechterdissen fast nur aus verstreut liegenden, zumeist landwirtschaftlich dominierten Gebäuden. Anfang der 1950er Jahre entstand dann die Firma Möbel-Fillies, die mit einem kleinen Turm ein Wahrzeichen für Bechterdissen schuf. Nachdem die Firma Ende der 1990er Jahre ihren Betrieb einstellte, sollte der Turm 2014 abgebrochen werden, um einer Wohnbebauung zu weichen.
Anfang/Mitte der 1950er Jahre entstand im Rahmen des Reichsheimstättengesetzes in der Milser Heide die größte Bechterdisser Siedlung, zumeist Häuser von aus Südamerika und Russland eingewanderten Mennoniten.
Bechterdissen wurde im Rahmen der Gemeindeneugliederung durch das Lemgo-Gesetz in die neu zu bildende Gemeinde Leopoldshöhe eingegliedert. Letzter Bürgermeister der Gemeinde von 1964 bis 1969 war Walter Nipp.
Am 1. Januar 1969 wurde Bechterdissen nach Leopoldshöhe eingemeindet.
An das Gelände Möbel-Fillies angrenzend wurde in den 1970er Jahren im Rahmen eines Erschließungsvertrages von privaten Trägern die zweite nennenswerte Siedlung (Bereich Hasenweg) erschlossen.

### Einwohnerentwicklung
| Jahr      | 1860 | 1939 | 1962 |
| Einwohner | 643  | 503  | 1492 |
| --------- | ---- | ---- | ---- |

### Ortsname
Neben der ersten schriftlichen Erwähnung als Bechteresen (1245) sind im Laufe der Jahrhunderte folgende Versionen belegt: Bechtersen (1249), Begterdessen (1253), Begderdissen (1296), Bechterdesen (1311), Bechterdissen (1313), Beycterdissen und Becterdissen (1321), Begterdissen (1325), Bechtirdissen (1507, im Landschatzregister), Beichterdißen (1544), Bergterdißen (17. Jh. im Urbar Iburg), Bechtterdießen (1616/17, im Salbuch) sowie Bechterdisch (nach 1757).

## Religion

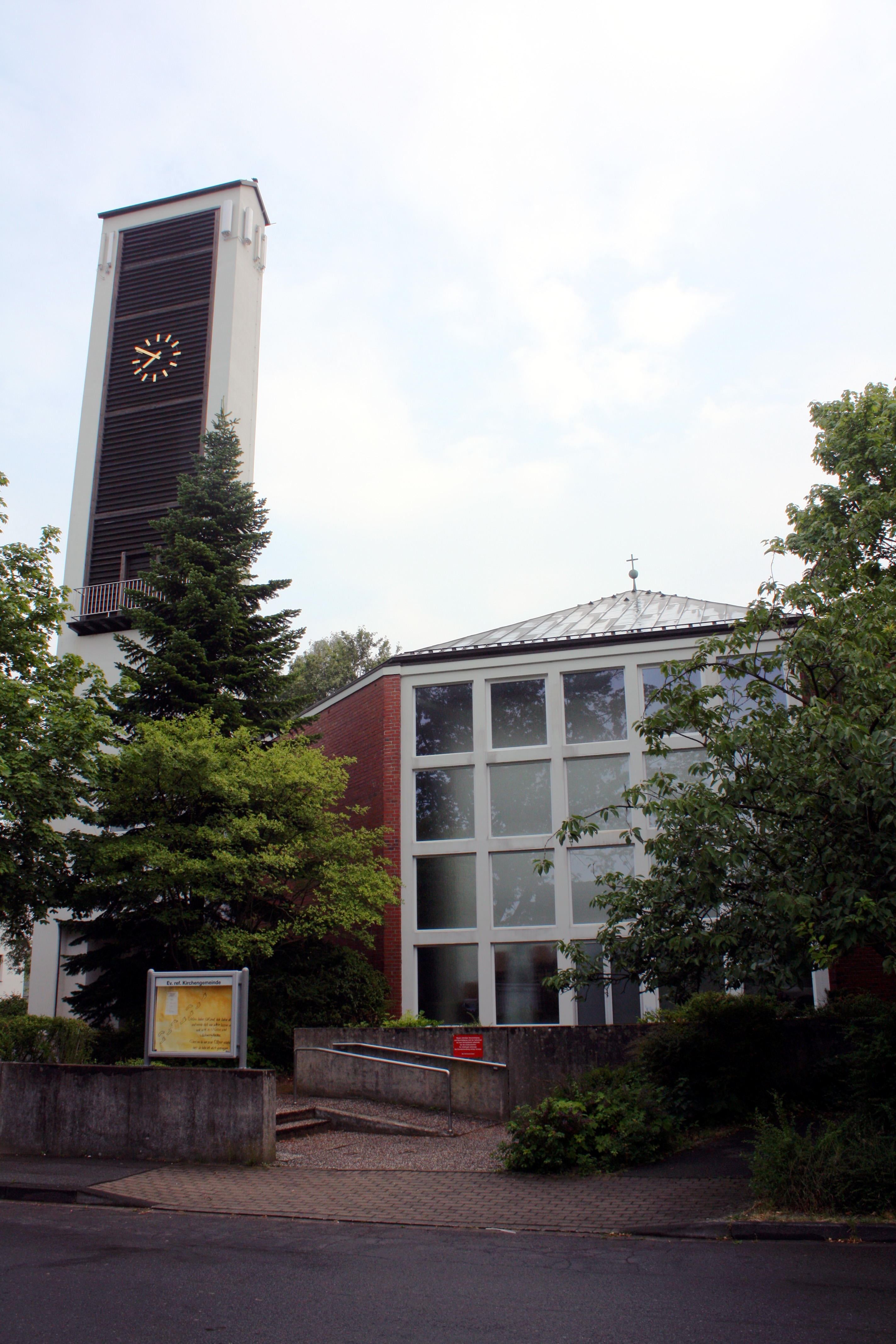
Evangelische Kirche in Bechterdissen

Im Ort befindet sich die evangelisch-reformierte Kirchengemeinde Asemissen-Bechterdissen und eine große mennonitische Gemeinde.